# قاسيجيانجويت
قاسيجيانجويت (بالجرينلاندية: Qasigiannguit)، مدينة تتبع بلدية كاسويتسوب في جرينلاند. بلغ عدد سكانها 1115 نسمة في 2016. تبلغ مساحتها 2.77 كيلومتر مربع. ورمزها البريدي هو 3951.

## مدن توأم
- وايله.